# Lugrin
Lugrin (även Lugrinois / Lugrinoises) är en ort och kommun som ligger i departementet Haute-Savoie, Frankrike. År 2022 hade Lugrin 2 536 invånare.

## Geografi
Lugrin ligger utmed stranden av Genèvesjön, eller Lac Léman som det heter på franska, på den franska sidan. Byn har sin plats i kommunen med samma namn. Omges i väst av Évian-les-Bains, i söder av berget Les Jumelles, i öst av gränsen mot Schweiz, och i nord av Genèvesjön.

### Nära orter
Bland närliggande orter (de flesta är mindre) kan nämnas:
- Tourronde
- Torrent
- Blonay
- Meilliere
- Maxilly-sur-Léman
- Grande-Rive
- Neuvecelle

### I Lugrin
I orten finns bland annat köpcentrum och kasino. Centrala Lugrin ligger en bit upp ifrån vattnet, vid de största gatorna Route de Rys och Route de Chef-Lieu. Lugrin är ej speciellt välbesökt av turister, tvärtom.[källa behövs] I Lugrin finns tre olika campingplatser.

## Befolkningsutveckling
Antalet invånare i kommunen Lugrin
| Referens: INSEE |